# Капсула часу (фільм)
«Капсула часу» (The Time Capsule) — американський науково-фантастичний фільм 2022 року, знятий Ерванном Маршаллом у його режисерському дебюті за сценарієм, написаним у співавторстві з Чадом Файфером.

## Про фільм
В часі навчання у середній школі дівчина Джека Еліза відправилася в космічну місію.
Через двадцять років Джек — одружений політик, а Еліз повертається на Землю, не подорослішавши ні на день через затримку часу.
Джек щойно після програшу на виборах, він їде до літнього будинку своєї сім'ї біля озера. Відпустку порушує поява його першого кохання. Джек, який все ще відчуває до неї почуття, стикається з моральною дилемою щодо кохання.

## Знімались
| Актор               | Роль   |
| ------------------- | ------ |
| Тодд Ґріннелл       | Джек   |
| Бріанна Гільдебранд | Еліза  |
| Кей Ді Стрікленд    | Меггі  |
| Барон Вогн          | Патрік |
| Раві Ратель         | Роджер |